# Beato (Lisbona)
Beato è una freguesia del Portogallo e un quartiere della città di Lisbona. Venne istituita nel 1756 con il nome  di São Bartolomeu do Beato o São Bartolomeu de Xabregas, dividendola dalla freguesia di Santa Maria dos Olivais. Occupa un'area totale di 2,483 km² dove vive una popolazione di 12 183 abitanti (dato del 2021).

## Monumenti e luoghi d'interesse
- Palácio do Grilo, nella Calçada do Duque de Lafões.
- Convento de São Francisco de Xabregas
- Convento de São Bento de XabregasLuís Benavente
- Bairro de Casas Económicas da Madre de Deus / Bairro da Madredeus, costruito a partire dal 1939, su progetto di Luís Benavente